# Oporinia gueneata
Oporinia gueneata là một loài bướm đêm trong họ Geometridae.